# خان‌بابا معتضدی
خان‌بابا معتضدی (زاده ۱۲۷۱ در تبریز – درگذشته ۲۹ اردیبهشت ۱۳۶۵ در تهران) نخستین فیلم‌بردار حرفه‌ای سینمای ایران است و به‌همین جهت از بنیانگذاران سینمای ایران شناخته می‌شود.

## زندگی
وی در سال ۱۲۸۸، در هفده سالگی و در دوران حکومت احمد شاه، برای تحصیل به لوزان در سوئیس سفر کرد که پس از دو سال که همراه با اخذ مدارک زبان (فرانسه و انگلیسی) بود، عازم پاریس در فرانسه شد و آنجا تحصیلات خود را در رشته الکترومکانیک به اتمام رساند. او در پاریس با کوژلستد گومون فرزند لئون ارنست گومون، که کارخانه سرشناس ابزارهای سینمایی Gaumont و فیلمساز نام‌آور فرانسه بود، آشنا شد.
معتضدی، پس از کودتای ۱۲۹۹ با یک دوربین برند گومون، یک پروژکتور نمایش، و مقداری فیلم از فرانسه به ایران بازگشت و دست به ساخت فیلم مستند می‌زند. فیلمبرداری از خانواده خود و خانواده «محمدحسن میرزا»، ولیعهد احمدشاه، موضوع اولین تجربه اوست. پس از آن، فیلمبرداری از رضاشاه در مجلس مؤسسان و مراسم سوگند خوردن او به قانون اساسی در مجلس شورای ملی (آذرماه ۱۳۰۴) از آثار حرفه‌ای و ماندگار خان بابا، محسوب می‌شود.
دیری نمی‌گذرد که شهرت معتضدی به عنوان تواناترین فیلمبردار ایرانی بالا می‌گیرد و از دربار قاجاریه و بعد پهلوی دعوت به همکاری می‌شود. او بسیاری از رویدادهای مهم مملکت را مانند مراسم تاج گذاری در کاخ گلستان، شروع بنای راه‌آهن، جشن مشروطیت در مجلس شورای ملی، رژه قشون لشکری، مراسم افتتاح پیشاهنگی، مراسم افتتاح کارخانه ریسباف، مراسم افتتاح رادیو تهران، تهیه می‌کند که آن زمان در سینماهای تهران و مراکز نظامی ارتش، به نمایش گذاشته می‌شدند.
با توجه به عناوین فیلمهای معتضدی، می‌توان گفت که بیست سال دوم تولید فیلم مستند در ایران (۱۳۱۹–۱۲۹۹)، سمت و سویی خبری - تبلیغاتی پیدا کرد، روندی که سالها بعد رونق بیشتری گرفت و جریان اصلی مستندسازی در ایران شد.
معتضدی که فیلمبرداری را برای شور و اشتیاق شخصی دنبال می‌کرد، در بازگشت به ایران رسماْ در اداره گمرک کشور استخدام و بعد در اوایل دوران پهلوی دوم ریاست کل گمرک ایران را عهده‌دار شد.
در سال ۵ خرداد ۱۳۱۳، دربار رضا شاه پهلوی، مدال علمی درجه یک را، به عنوان اولین فیلم‌بردار ایرانی، به معتضدی اهدا می‌کند.

## زندگی شخصی
خان بابا معتضدی، فرزند اسدالله خان سردار معتضد، حاکم کرمانشاهان و از رجال دوران قاجاریه، بود.
او با ایران خانم عظیمی، ازواج کرد که حاصل آن ازدواج پنج فرزند، به نام‌های توران (معتضدی)، پوران (خامنه ای)، مهران (رکنی)، کیهان (یوسفیانی) و داوود معتضدی می‌باشد.
یکی از برادران خان بابا ، سرلشکر نصرالله معتضدی، نایب و داماد عبدالحسین میرزا فرمانفرما، و از نظامیان دوران رضا شاه و محمد رضا پهلوی بود.
خان بابا، در سن ۹۴ سالگی، در روز ۲۹ اردیبهشت ۱۳۶۵، در منزل خود «بن‌بست معتضدی» در تهران، درگذشت و در بهشت زهرای تهران، قطعه ۸، ردیف ۷، شماره ۸، کنار همسر و وابستگان دیگر خانوادگی، به خاک سپرده شد.

## اعم کارها
- تحصیلات: فارغ‌التحصیل رشتهٔ زبان از دانشگاه لوزان در سوئیس و الکترومکانیک از پاریس (فرانسه)، (۱۲۹۰)
- فعالیت در استودیو گومون در زمینه فیلم‌برداری و چاپ و لابراتوار (۱۲۹۲)
- فعالیت فیلم‌برداری از: ۱۲۹۵ با تهیه فیلمی از ولیعهداحمدشاه (محمدحسن میرزا)
- تأسیس نخستین سینمای ویژه بانوان؛» خورشید»، با همکاری آرتاشس پاتماگریان (۱۲۹۶)
- تأسیس سینماهای صنعتی (ویژه بانوان), «تمدن»، «پری»، «گلوبندک»، «کشور» و «میهن».
- با همکاری کلنل علینقی وزیری «سینما صنعتی» را در سالون مدرسهٔ عالی موسیقی، ویژه نسوان راه انداخت.
- فیلم‌بردار نخستین فیلم بلند سینمای ایران، آبی و رابی (۱۳۰۹)
- با همکاری اوانس اوگانیانس، معتضدی نخستین فیلم بلند سینمای ایران، «آبی و رابی»، را با دوربین گومون و سرعت ۱۶ کادر در ثانیه فیلم‌بردار کرد.
- نگارش سه نمایش‌نامه تحت عناوین: «حکیم اجباری»، «حقه بازی»، «لئیم»

## عمده فیلم‌های تاریخی معتضدی
- تاج‌گذاری در کاخ گلستان
- سلام رسمی سردارسپه در کنار تخت مرمر کاخ گلستان (چهارشنبه ۲۵ آذر ۱۳۰۴)
- افتتاح راه‌آهن شمال (۱۳۰۶)
- افتتاح بانک ملی (۱۳۰۶)
- رژهٔ قشون لشکری
- رضاشاه در مجلس مؤسسان
- مراسم حضور سردار سپه در مجلس مؤسسان که نظامیان برای سلطنت رساندن او تشکیل داده بودند (یکی از نخستین فیلم‌ها، ۱۳۰۴
- سفر رضاشاه به ترکیه
- مراسم کلنگ نخست بنای راه‌آهن
- مراسم پیش‌آهنگی (۱۳۱۹)
- افتتاح رادیو تهران(۱۳۱۹)
- تجهیزات شرکت نفت ایران و انگلیس در جنوب
- گشایش مجلس مؤسسان